# Ibandronato
Ibandronato é um fármaco desenvolvido para o tratamento da osteoporose. É utilizado na forma de ibandronato dissódico. È comercializado pelo Laboratório Bagó com o nome comercial Bonviva.